# وليام يوليوس باركر
وليام يوليوس باركر (بالإنجليزية: William Julius Barker)‏ (و. 1886 – 1968 م) هو محامي، وقاضي من الولايات المتحدة الأمريكية.
توفي عن عمر يناهز 82 عاماً.

## التعليم
تعلم في جامعة فلوريدا.